# هرمان فون گیلم

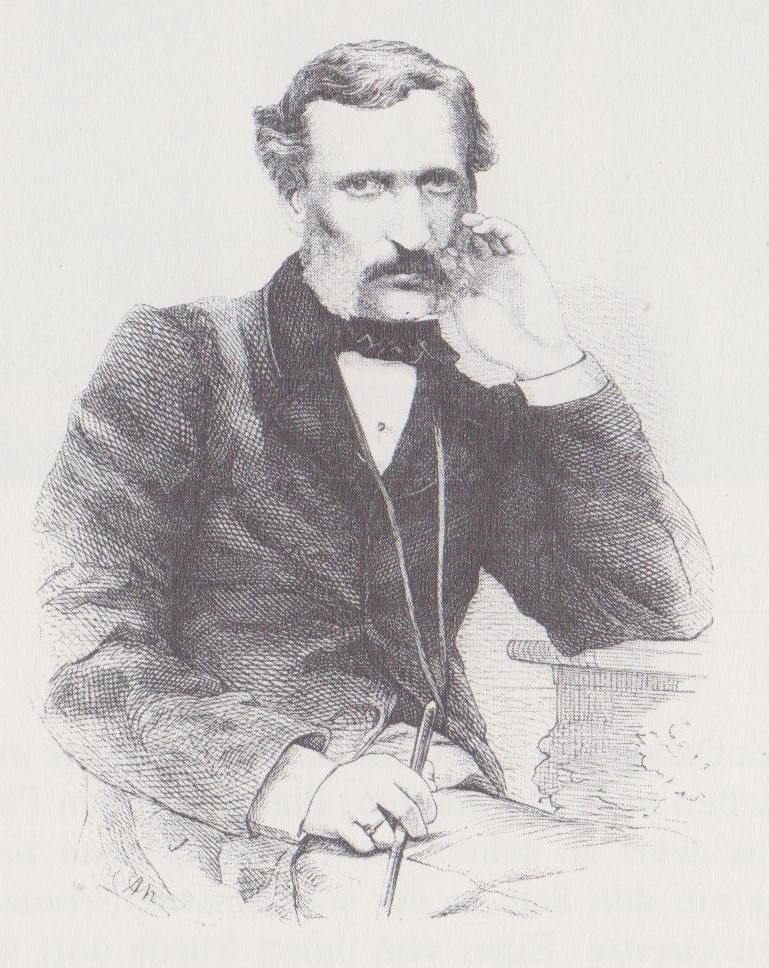
هرمان فون گیلم از روزنگ

هرمان فون گیلم یا هرمان گیلم فون روزنگ (زادهٔ ۱ نوامبر ۱۸۱۲ - درگذشته ۳۱ می ۱۸۶۴) حقوق‌دان و شاعر اتریشی بود.
وی در اینسبروک به دنیا آمد و در آنجا تحصیلات حقوق خود را گذرانده و سپس از سال ۱۸۴۰ به عنوان یک مقام دولتی در شواتز، برونک و روورتو آغاز به کار کرد. فون گیلم از سال ۱۸۴۶ در وین کار کرد.

## آثار برگزیده
- Märzveilchen (۱۸۳۶) - بنفشه‌های مارس
- Sommerfrischlieder aus Natters (۱۸۳۹) - نغمه‌های تابستانی از ناترز
- Sophienlieder (۱۸۴۴) - نغمه‌های سوفیا
- Tiroler Schützen-Leben. Festgabe zur Feier der fünfhundertjährigen Vereinigung Tirols mit dem österreichischen Herrscherhause. واگنر، اینسبروک ۱۸۶۳. - شکار در تیرول. فستگابه برای جشن پانصدمین سالگرد اتحاد تیرول با سلسله اتریش – متن کامل آنلاین
- اشعار. زوئی بانده. جرولد، وین ۱۸۶۴–۱۸۶۵.
  - بخش ۱. – متن کامل آنلاین
  - بخش ۲. – متن کامل آنلاین
- الحاقیه (۱۸۶۸)
- جاکوب استینر. دیچتونگ. در: Jakob Stainer, der Geigenmacher von Absam in Geschichte und Dichtung. Wagner, Innsbruck 1992, S. 137–143. — متن کامل آنلاین
- اشعار. لیبسکیند، لایپزیگ ۱۸۹۴. – متن کامل آنلاین

## آثار
- Johann Georg Obrist: Der Dichter Hermann von Gilm: Eine Biographie, 1874
- Arnold von der Passer: Hermann vom Gilm – sein Leben und seine Dichtungen. لیبسکیند، لایپزیگ ۱۸۸۹، OBV.
  - هرمان فون گیلم، موریتز نکر (Hrsg.): Hermann von Gilms Familien- und Freundesbriefe. Schriften des Literarischen Vereins در وین، گروه ۱۷،ZDB-ID 513493-6. Literarischer Verein, وین ۱۹۱۲, OBV.
- والتر نوویرث: هرمان فون گیلم. پایان‌نامه. دانشگاه وین، وین ۱۹۲۰، OBV.
- Anton Dörrer: Hermann von Gilm und die Jesuiten – ein altes Tiroler Kampfkapitel, nach unbeachteten Briefen und Gedichten. اینسبروک (حدود) ۱۹۲۴، OBV.
- Anton Dörrer, Hermann von Gilm: Hermann von Gilms Weg und Weisen. تیرولیا، اینسبروک ۱۹۲۴، OBV.
- "هرمان فون گیلم از روزنگ". In: Österreichisches Biographisches Lexikon 1815–1950 (ÖBL). Vol. 1, Austrian Academy of Sciences, Vienna 1957, p. 441.
- هرمان فون گیلم، آلویس گروسشوپ (Hrsg.): Aus bergkristallener Schale. Stiasny-Bücherei, Band 24،ZDB-ID 1067853-0. Stiasny, Graz (ua) 1958, OBV.